# Lovers Dream
Lovers Dream är en låt från 2006 skriven och framförd av Anna Ternheim. Låten finns med på hennes andra album Separation Road. Tillsammans med Fyfe Dangerfield har Anna spelat in en alternativ version av låten.